# Villa Klefiš à Velika Plana
La villa Klefiš à Velika Plana (en serbe cyrillique : Вила Клефиш у Великој Плани ; en serbe latin : Vila Klefiš u Velikoj Plani) se trouve à Velika Plana, dans le district de Podunavlje, en Serbie. Elle est inscrite sur la liste des monuments culturels protégés de la République de Serbie (identifiant no SK 1713).

## Présentation

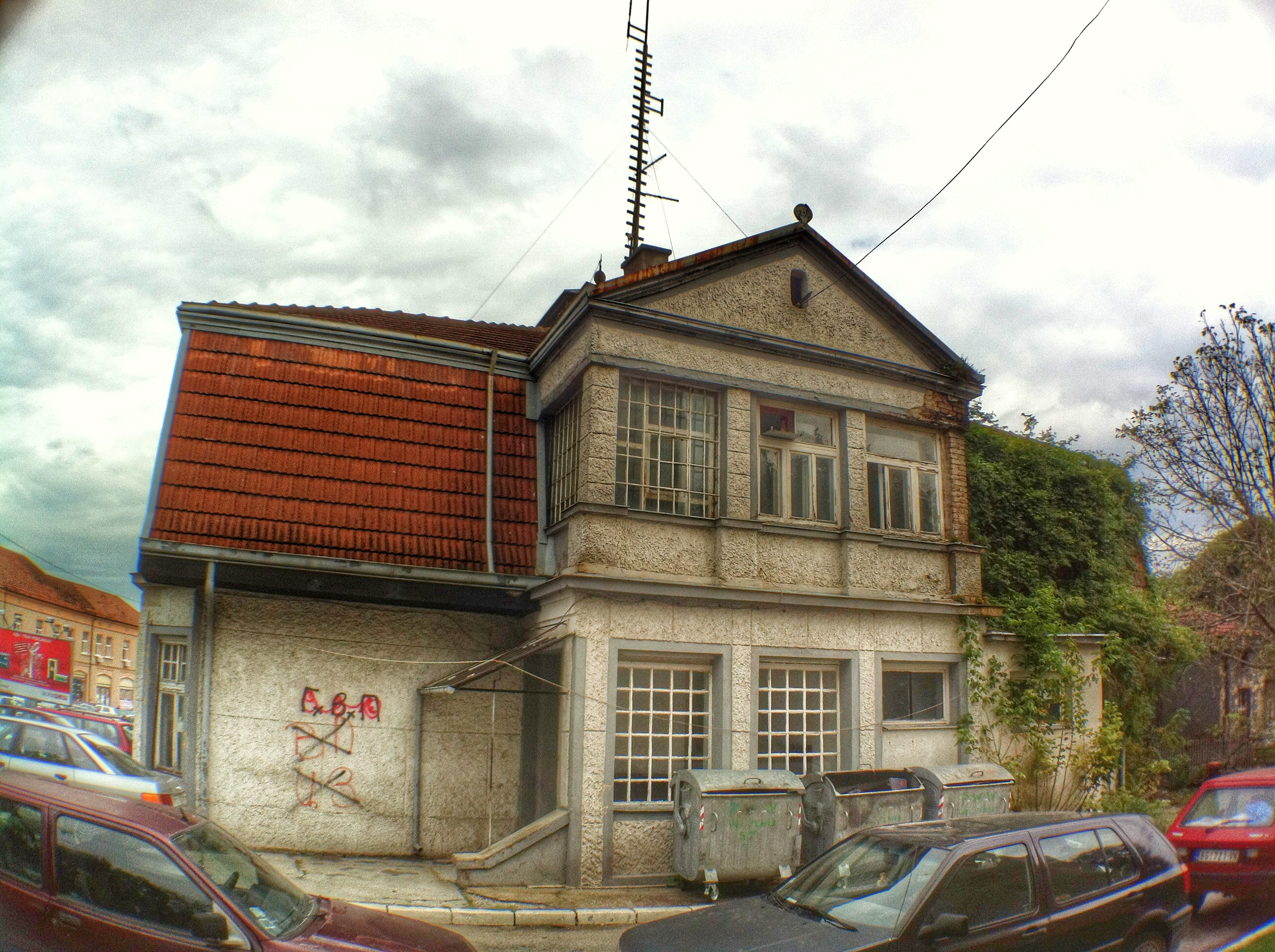
Autre vue de la maison.

La villa, située 79 rue Miloša Velikog, a été construite en 1922 pour servir de maison familiale à Toni Klefiš (Toni Klefisch), un industriel italien d'origine allemande qui a introduit dans la ville l'industrie de la boucherie et de la transformation de la viande.
La villa se présente comme un édifice massif. Elle est construite en briques et est constituée d'une cave, d'un rez-de-chaussée et d'un toit mansardé à la structure complexe. Sur le plan de l'organisation spatiale, elle présente des masses et des cubes, avec un jeu entre les cubes et entre le corps du bâtiment et les cubes. Les façades sont dépourvues de décoration plastique ; en revanche, la corniche du toit est nettement profilée. Sur le plan du style, le bâtiment apparaît comme un compromis entre le post-académisme et des éléments empruntés à l'architecture moderne à ses débuts et d'autres éléments empruntés à l'architecture traditionnelle allemande.
En plus de sa propre valeur architecturale, la villa possède aussi une importance historique en ce qu'elle tient une place dans la genèse de la ville de Velika Plana.